# Wyżnia Rzeżuchowa Kotlina

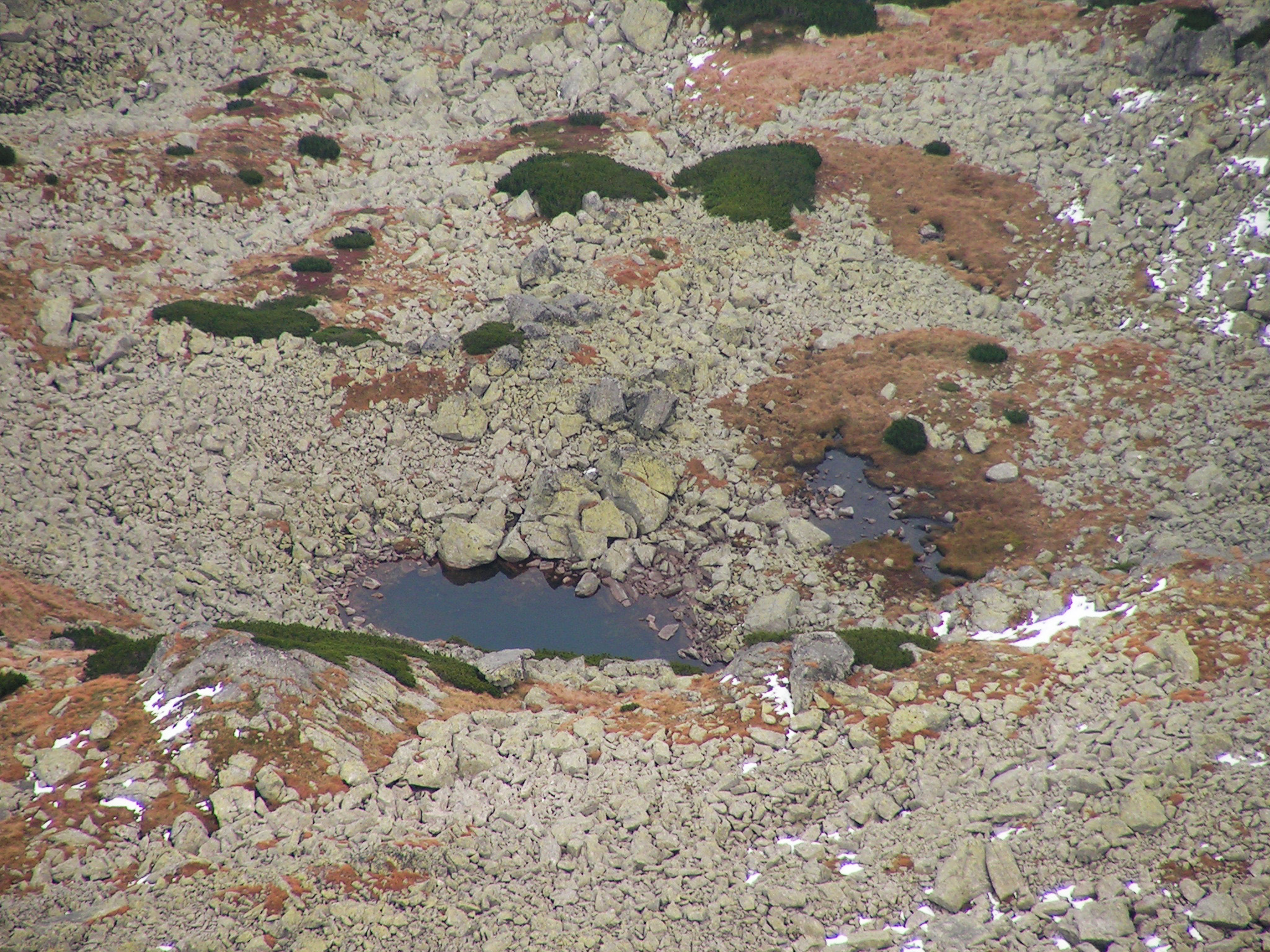

Wyżnia Rzeżuchowa Kotlina (niem. Oberer Gamskesse, słow. Vyšná žeruchová kotlinka, węg. Felső-Zerge-katlan) – środkowa z trzech niewielkich kotlinek w Dolinie Białych Stawów w słowackich Tatrach Wysokich. Znajduje się na południowej stronie tej doliny, u podnóży Koziej Turni. Na dnie kotlinki znajduje się Wyżni Rzeżuchowy Stawek. Pozostałe dwie kotlinki to: Niżnia Rzeżuchowa Kotlina i kotlina Żółtego Stawku.